# Hugo Bettauer
Œuvres principales
La Rue sans joie

La Ville sans Juifs
Hugo Bettauer, né Maximilian Hugo Bettauer, le 18 août 1872 à Baden bei Wien et mort le 26 mars 1925 à Vienne, est un journaliste et écrivain autrichien.
Figure éminente et controversée en son temps, nombre de ses ouvrages ont été des livres à succès et plusieurs ont été adaptés à l'écran, parmi lesquels La Rue sans joie, réalisé par Georg Wilhelm Pabst en 1925, et par André Hugon en 1938, qui traite de la prostitution, et La Ville sans Juifs, réalisé par Hans Karl Breslauer en 1924, une satire contre l'antisémitisme.
C'est en raison du succès de cette dernière œuvre qu'il est assassiné par un militant du parti nazi.

## Biographie

### Jeunesse
Maximilian Hugo (ou peut-être Hugo Maximilian) Bettauer est fils d'Arnold (Samuel Aron) Bettauer, un agent de change juif de Lemberg qui a épousé Anna Wecker. Hugo a deux sœurs plus âgées, Hermine (Michi) et Mathilde.
En 1887 et 1888, il suit les cours de quatrième au Franz-Joseph-Gymnasium à Stubenbastei à Vienne, avec Karl Kraus, qui deviendra son plus chaleureux critique. À l'âge de 16 ans, il s'enfuit de chez lui et voyage jusqu'à Alexandrie, où le consul d'Autriche le renvoie directement chez lui.
En 1890, désirant effectuer une carrière militaire, il se convertit à l'Église évangélique et rejoint les  chasseurs impériaux, un régiment d'infanterie de montagne, comme volontaire pour une période d'un an. Sa conversion est vraisemblablement due à l'impossibilité pour un juif de faire carrière dans l'armée.
Après cinq mois au Tyrol, il quitte l'armée en raison de difficultés avec ses supérieurs. Avec sa mère, il s'installe à Zurich en Suisse et en 1896, à l'âge de 24 ans, il perçoit un héritage important à la mort de son père.

### Mariage et émigration
À Zurich, il se marie avec son amour de jeunesse, Olga Steiner, avec qui il émigre aux États-Unis, après la mort de sa mère. Pendant la traversée, il effectue quelques spéculations désastreuses et perd la totalité de sa fortune. Olga et Hugo s'installent à New York, où Olga se produit comme actrice. Bien qu'ayant acquis la nationalité américaine, Bettauer est incapable de trouver du travail, aussi décident-ils de partir en 1899 pour Berlin où naît leur fils Heinrich Gustav Hellmuth Bettauer (celui-ci sera déporté à Auschwitz en 1942 et y périra). 
À Berlin, Bettauer travaille comme journaliste et acquiert une certaine renommée en mettant au jour un plusieurs scandales. Il écrit entre autres un livre Bobbie, qui parait en 1921, dans lequel il décrit un riche et puissant voleur d'enfants.
En 1901, après le suicide du directeur du Berliner Hoftheater qu'il avait accusé de corruption, Bettauer est expulsé de Prusse. Il s'installe d'abord  à Munich où il travaille au cabaret Die Elf Scharfrichter (« Les onze exécuteurs ») puis à l'automne 1901, il part à Hambourg pour devenir le directeur de la revue spécialisée Küche und Keller (« Cuisine et cave »).

### Second mariage
À la suite de son divorce, Bettauer fait la connaissance à Hambourg de sa seconde femme, Helene Müller, qui n'a alors que 16 ans. En 1904, ils s'enfuient ensemble aux États-Unis et se marient pendant la traversée. Leur fils Reginald Parker Bettauer nait la même année. À New York, Bettauer travaille comme journaliste et commence à écrire des romans-feuilletons pour publication dans les journaux.
En 1910, il retourne à Vienne où il est embauché par le journal Neue Freie Presse. Au début de la Première Guerre mondiale, il désire s'enrôler, mais il est refusé en raison de sa citoyenneté américaine. 
En 1918, après une altercation avec ses supérieurs au sujet d'une machine à écrire défectueuse, il est renvoyé de la Neue Freie Presse.
Bettauer travaille dès la fin de la guerre comme correspondant de différents journaux et magazines américains. Il commence un programme d'aide à New York pour les ressortissants de Vienne. À partir de 1920, il produit des romans en grande quantité, à un rythme de quatre à cinq par an. Spécialiste des histoires criminelles, il connaît rapidement le succès du fait du message social sous-tendant ses intrigues et du cadre de ses histoires qui ne se situent pas exclusivement à Vienne, mais aussi à Berlin et New York. Son roman le plus célèbre, La ville sans Juifs (Die Stadt ohne Juden) paraît en 1922.

### Journalisme d'investigation et autres œuvres

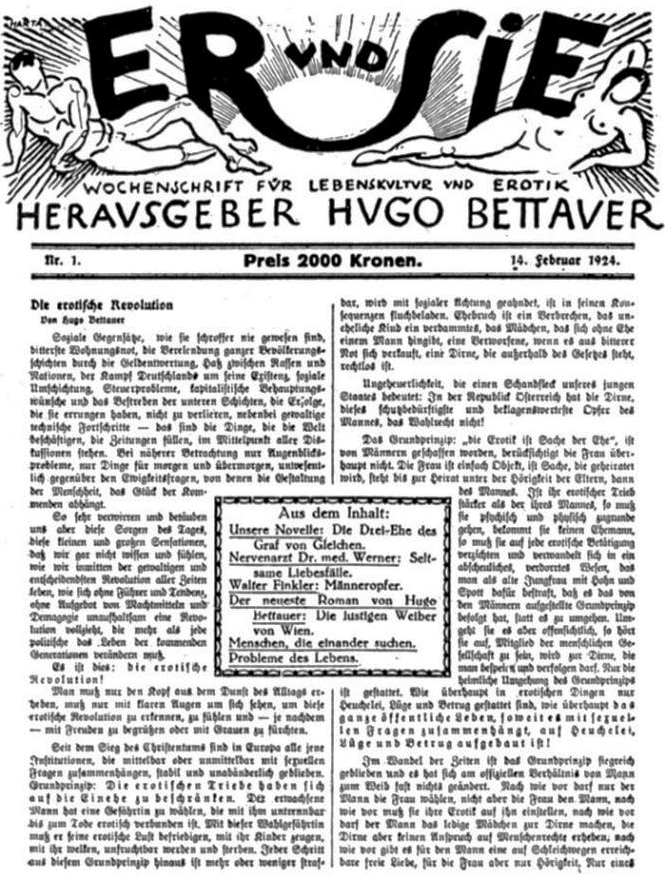
Première page de la revue Er und Sie (1924).

Outre sa production littéraire, Bettauer fonde le Bettauers Wochenschrift, un magazine hebdomadaire qui provoque régulièrement la controverse avec ses contenus progressistes, pour ne pas dire provocateurs. Comme aux États-Unis, il exploite le concept du roman-feuilleton.
Un autre projet dont la durée de vie a été beaucoup plus courte, est l'autre journal hebdomadaire, Er und Sie. Wochenschrift für Lebenskultur und Erotik (« Lui et Elle. Magazine hebdomadaire pour le style de vie et l'érotisme »), que Bettauer lance en 1924 avec R. Olden et qui doit s'arrêter après cinq numéros.
Bettauer est l'une des personnalités publiques les plus éminentes et controversées de son temps. 
Ses œuvres se voient adaptées à la scène ou au cinéma. Le film de Georg Wilhelm Pabst de 1925, La rue sans joie, tiré du roman éponyme de Bettauer, voit débuter la carrière internationale de la jeune Greta Garbo. Celui de Hans Karl Breslauer, adaptant La ville sans Juifs en 1924, lance les acteurs Hans Moser et Ferdinand Maierhofer. 
Dans le même temps, son journalisme d'investigation et ses idées en faveur de la permissivité et de la libération sexuelle suscitent de nombreux débats publics. Ses opposants cherchent à le discréditer en le traitant d’Asphaltliterat (« écrivain de caniveau »). Leur violence croît avec le temps et Bettauer est calomnié publiquement, son journal est confisqué et une plainte est déposée contre lui pour corruption de la morale publique. En outre, des menaces publiques et des appels à son assassinat sont proférés.
Bettauer est acquitté à la surprise générale et le numéro de son journal qui suivra atteint une diffusion de 60 000 exemplaires, le plus haut chiffre jamais atteint à l'époque en Autriche pour un hebdomadaire. En mars 1925, à quelques jours de son assassinat, Bettauer envisage sérieusement de le développer.

### Sa mort
Le 10 mars 1925, à la suite d'une campagne d'une rare violence contre Bettauer dans les journaux d'extrême droite, le technicien dentaire Otto Rothstock se rend à la direction du journal, 5-7 Langen Gasse, y trouve Bettauer et lui tire six balles de revolver dans la poitrine et le bras,.
Bettauer, transporté d'urgence à l'hôpital, décède le 26 mars, à l'âge de 52 ans, des suites de ses blessures.
Alors qu'il se trouvait toujours entre la vie et la mort à l'hôpital, le Conseil municipal de Vienne se déchire violemment sur les motifs du meurtrier. Rothstock lui-même, maintient qu'il voulait mettre fin à l'immoralité d'un auteur qui s'était rendu célèbre par ses écrits explicites et libéraux. Cependant il est vite établi qu'avant son attaque, Rothstock avait été membre du Parti nazi (NSDAP), dont il avait démissionné peu de temps auparavant et qu'il est défendu, à la suite de l'assassinat, par des avocats et amis en relation étroite avec le Parti nazi. Il est actuellement admis que le mobile principal du crime était la suppression d'un critique virulent et influent de l'antisémitisme.
La Cour décide d'envoyer Rothstock dans une clinique psychiatrique, dont il ressort 18 mois plus tard en homme libre.
C'est l'une des premières personnes assassinées en Autriche avant l'arrivée des Nazis au pouvoir en Allemagne en 1933.

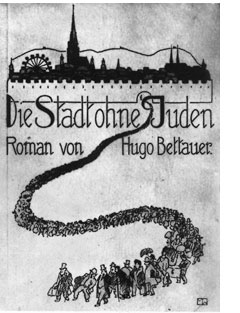
Couverture de la première édition de Die stadt ohne Juden en 1922.

### La Ville sans Juifs
Le roman le plus célèbre de Bettauer est La Ville sans Juifs, une satire sur le sujet hautement actuel à l'époque de sa parution en 1922, l'antisémitisme.
Dans ce récit, un politicien fictif du Christlichsoziale Partei (Parti social-chrétien) ordonne l'expulsion de tous les Juifs de Vienne (comme le mentionnera plus tard l'analyste Alexander P. Moulton, « dans des scènes effroyablement prophétiques, l'Autriche emprunte trente wagons à bestiaux aux pays voisins pour transporter vers l'est les Juifs et leurs affaires »). Les citoyens de Vienne célèbrent tout d'abord l'expulsion des Juifs mais leur sentiment change quand les théâtres font faillite et que les grands magasins, les hôtels et les stations de vacances souffrent financièrement. Le déclin économique est si ample qu'un mouvement populaire se lève demandant le retour des Juifs. Faute de pouvoir reporter le blâme sur les Juifs, le Christlichsoziale Partei s'effondre ; la loi d'expulsion des Juifs est abrogée et les Juifs sont de nouveau accueillis à Vienne.
La Ville sans Juifs se vend à 250 000 exemplaires dès la première année, et devient l'une des œuvres de Bettauer les plus controversées, lui procurant aussi bien des admirateurs enthousiastes que des ennemis acharnés. Les sympathisants  nazis attaquent Bettauer et son œuvre et le traitent de poète rouge et de corrupteur de la jeunesse.
En 2015, une copie du film La Ville sans Juifs, tiré de ce roman, datant de 1924 et nécessitant une restauration été retrouvée. Les Archives nationales autrichiennes procèdent à sa restauration.

## Œuvre

### Romans
- Im Banne von New York (Sous le charme de New York), 1907
- Im Kampf ums Glück (En lutte pour le bonheur), 1907, réimprimé en 1926
- Auf heißem Boden (Sur le sol chaud), 1907
- Im Schatten des Todes (À l'ombre de la mort), 1907, réimprimé en 1925
- Aus den Tiefen der Weltstadt (Des profondeurs de la métropole), 1907
- Faustrecht (Le droit du plus fort), 1919
- Hemmungslos (Effréné), 1920, réédité en 1988 par Ullstein  (ISBN 3548371485 et 978-3548371481).
- Bobbie auf der Fährte (Bobbie sur la piste), 1921, réimprimé en 1926 sous le titre Bobbie oder die Liebe eines Knaben (Bobie ou l'amour d'un garçon)
- Die drei Ehestunden der Elizabeth Lehndorff (Les trois heures de mariage d'Elizabeth Lehndorff), 1921
- Der Frauenmörder (Le tueur de femmes), 1922
- Der Herr auf der Galgenleiter (Le monsieur sur l'échelle de la potence), 1922
- Das blaue Mal (la marque bleue), 1922
- Die Stadt ohne Juden (1922), réédité en 1988, 1996 et 2008[9] Publié en français sous le titre La Ville sans juifs, traduit par Jean Chuzeville, Paris, Albin Michel, collection des Maîtres de la littérature étrangère, 1929

- Der Kampf um Wien (La bataille autour de Vienne), 1922/23, réédité en version abrégée en 1926 sous le titre Ralph und Hilde
- Die lustigen Weiber von Wien (Les joyeuses commères de Vienne), 1924
- Gekurbeltes Schicksal (Destin infléchi), 1924
- Die freudlose Gasse : ein wiener Roman aus unseren Tagen (La Rue sans joie : un roman viennois de nos jours), 1924, réédité en 1988[11] ; traduction française : La rue sans joie ; 1927[12]
- Das entfesselte Wien (La Vienne déchainée), 1924
- Die schönste Frau der Welt (La plus belle femme du monde), 1924
- Memoiren eines Hochstaplers (Mémoires d'un escroc), 1924
- Kampf ums Glück (Lutte pour le bonheur), 1926 (posthume)
- Gesammelte Werke in sechs Bänden (Recueil d'œuvres en six volumes)[13],  1980 (contient : Kampf um Wien/Das entfesselte Wien/Die freudlose Gasse/Die Stadt ohne Juden/Faustrecht/Hemmungslos)

### Nouvelles
- Der Tod einer Grete und andere Novellen (La Mort d'un Grete et autres nouvelles), 1926
- Geschichten aus dem Alltag (Histoires de la vie quotidienne), 1926

### Pièces de théâtre
- Die Stadt ohne Juden (La Ville sans Juifs) avec Hans Saßmann), 1922
- Die blaue Liebe (L'Amour bleu) avec Klemens Weiß-Clewe, 1924

### Journaux - périodiques
- Er und Sie du 14 février au 13 mars 1924
- Bettauers Wochenschrift du 15 mai 1924 au 26 août 1927 (soit deux ans après l'assassinat de Bettauer)
- Der Bettauer Almanach für 1925, 1925

## Adaptations cinématographiques
- 1922 : Faustrecht (Le Droit du plus fort), film germano-autrichien réalisé par Max Neufeld
- 1924 : Die schönste Frau der Welt (La Plus Belle Femme du monde), film allemand réalisé par Richard Eichberg
- 1924 : Die Stadt ohne Juden  (La Ville sans Juifs), film autrichien réalisé par Hans Karl Breslauer
- 1925 : Das Abenteuer der Sybille Brant / Der Frauenmörder (L'Aventure de la Sybille Brant/L'Assassin de femmes), film réalisé par Carl Froelich
- 1925 : Die Freudlose Gasse (La Rue sans joie), film allemand réalisé par Georg Wilhelm Pabst, avec Greta Garbo
- 1926 : Der Bankkrach unter den Linden (Le Krach bancaire de l'avenue Unter den Linden), film allemand réalisé par Paul Merzbach
- 1926 : Andere Frauen (Autres Femmes), film autrichien réalisé par Heinz Hanus (en)
- 1938 : La Rue sans joie, film français réalisé par André Hugon ; scénariste : Georges Fagot ; avec Albert Préjean dans le rôle de Jean Dumas et Dita Parlo dans celui de Jeanne de Romer.

## Sources et liens externes
- Ressources relatives à l'audiovisuel :   - AllMovie
  - Filmportal
  - IMDb
- Ressources relatives à la littérature :   - The Encyclopedia of Science Fiction
  - Internet Speculative Fiction Database
- Ressource relative à la musique :   - MusicBrainz
- Notices dans des dictionnaires ou encyclopédies généralistes :   - Brockhaus
  - Deutsche Biographie
  - Österreichisches Biographisches Lexikon 1815–1950
- Notices d'autorité :   - VIAF
  - ISNI
  - BnF (données)
  - IdRef
  - LCCN
  - GND
  - Italie
  - CiNii
  - Pays-Bas
  - Pologne
  - Israël
  - NUKAT
  - Vatican
  - Australie
  - Norvège
  - Tchéquie
  - Corée du Sud
  - WorldCat
- Œuvres de Hugo Bettauer sur le projet Gutenberg
- (de) Hugo Bettauer dans la Bibliothèque nationale allemande
- (de) Textes d'Hugo Bettauer ; Projet Gutenberg.
- (de) Autobiographie d'Hugo Bettauer ; documents de Franz Brümmer ; Staatsbibliothek zu Berlin.